# Willye Whiteová
Willye Brown Whiteová (31. prosince 1939 – 6. února 2007) byla americká atletka, která se zúčastnila pěti olympijských her od roku 1956 do roku 1972. Byla to nejlepší americká skokanka do dálky té doby a také startovala na 100 metrů. Byla Afroameričankou.